# Express Football Club
L'Express Football Club è una società calcistica ugandese, con sede a Kampala, la capitale dell'Uganda. Gioca le sue partite interne allo Mutesa II Stadium.

## Storia
L'Express FC è il club più antico esistente del calcio ugandese.. Venne fondato da Joseph "Jolly Joe" Kiwanuka nel 1959. Tra i primi giocatori ingaggiati vi furono Ali Kitonsa, John Ndidde, Kyeyune Willy Mukasa, Noah Mbowa, Naphtali Ntege e Abdu Karim Ntege. La squadra ha vinto sei scudetti della Premier League ugandese, dieci Coppe d'Uganda (una di queste con un double: scudetto e coppa) e una Supercoppa dell'Africa dell'Est (trofeo che si gioca tra club di Nigeria, Tanzania ed Uganda).
Nel 1995 riuscì a raggiungere le semifinali della CAF Champions League venendo eliminata dagli Orlando Pirates (club sudafricano poi campione) nel doppio confronto di semifinale.

## Palmarès

### Competizioni nazionali
- Uganda Super League: 6

1974, 1975, 1993, 1995, 1996, 2011-2012
- Coppa d'Uganda: 10

1985, 1991, 1992, 1994, 1995, 1997, 2001, 2002-2003, 2006, 2006-2007

### Competizioni internazionali
- East African Hedex Super Cup: 1

2001-2002
- Coppa Kagame Inter-Club: 1

2021

### Altri piazzamenti
- Uganda Super League:

Secondo posto: 1985, 1987, 1989, 1992, 1994, 1998, 1999, 2002, 2002-2003, 2009-2010
Terzo posto: 1981, 1982, 1984, 1997, 2000, 2001, 2004, 2006, 2015-2016
- Kakungulu Cup:

Finalista: 1988, 1989, 2002, 2004
Semifinalista: 1996, 1998
- CAF Champions League:

Semifinalista: 1995
- Coppa Kagame Inter-Club:

Finalista: 1994, 1995